# Lisa-Marie Weiss
Lisa-Marie Weiss (* 5. November 1997) ist eine deutsche Fußballspielerin. Seit 2014 spielt sie für die erste Mannschaft des SV Meppen.

## Karriere
Weiss spielte in ihrer Jugend zuletzt für die B-Jugendmannschaft des SV Meppen in der B-Juniorinnen-Bundesliga in der sie von 2012 bis 2014 32 Punktspiele in der Staffel Nord/Nordost bestritt und drei Tore erzielte.
Noch als B-Jugendspielerin rückte sie mit Beginn des Jahres 2014 in die erste Mannschaft auf und debütierte für diese am 23. Februar 2014 (12. Spieltag) beim 1:0-Sieg im Auswärtsspiel gegen den FFV Leipzig in der Gruppe Nord der seinerzeitigen zweigleisigen 2. Bundesliga über 90 Minuten; es war ihr erstes von zehn Saisonspielen und das erste im Seniorinnenbereich. Bis zum Saisonende 2019/20 bestritt sie weitere 127 Punktspiele in dieser Spielklasse, in denen ihr am 2. Dezember 2018 (11. Spieltag) beim 2:2-Unentschieden im Auswärtsspiel gegen den SV 67 Weinberg mit dem Treffer zum Endstand in der 89. Minute ihr erstes von zwei Saisontoren im Seniorinnenbereich gelang. Am Saisonende 2019/20 belegte ihre Mannschaft den vierten Platz und stieg dennoch in die Bundesliga auf, da die Zweitvertretungen vom VfL Wolfsburg und der TSG 1899 Hoffenheim auf Platz 2 und 3 dieser nicht möglich war, da bereits die jeweiligen ersten Mannschaften in der höheren Spielklasse vertreten waren. Nach 22 Saisonspielen, von denen sie ihr erstes zum Saisonauftakt am 6. September 2020 beim MSV Duisburg (0:0) bestritt, kehrte sie mit ihrer Mannschaft in einem Teilnehmerfeld von 18 Mannschaften auf Platz 17 in die 2. Bundesliga zurück, aus der sie am Saisonende als Meister in die Bundesliga zurückkehrte. Am 16. Oktober 2022 (4. Spieltag) erzielte sie im Auswärtsspiel gegen Bayer 04 Leverkusen mit dem 1:0-Siegtreffer in der 62. Minute per Strafstoß ihr erstes von zwei Bundesligatoren.

## Erfolge
- Zweimaliger Aufstieg in die Bundesliga
  - als Vierter (2020) und Meister (2022) der 2. Bundesliga